# Mandarin Oriental (Гонконг)
Mandarin Oriental Hong Kong (香港文華東方酒店) — 25-этажный пятизвёздочный отель, расположенный на Коннот-роуд, в Центральном районе Гонконга. Принадлежит и управляется гонконгской гостиничной сетью Mandarin Oriental Hotel Group. Открылся в 1963 году под названием The Mandarin, в 2006 году вновь открылся после масштабной реконструкции.
По версии Forbes Travel Guide от журнала Forbes, Mandarin Oriental Hong Kong входит в число лучших пятизвёздочных отелей Гонконга, а спа-комплекс The Mandarin Spa при отеле — в число лучших спа-салонов города.

## История
Первоначальный отель The Mandarin был построен в 1963 году на северном побережье острова Гонконг, на месте снесённого колониального Куинс-билдинга. Стоимость строительства составила 42 млн гонконгских долларов, а отделка роскошных интерьеров обошлась в 66 млн гонконгских долларов. Архитектором здания выступил Джон Говарт из местной фирмы Leigh & Orange, а внутренним дизайном занимался Дональд Эштон — британский арт-директор таких знаменитых фильмов, как «Мост через реку Квай», «Молодой Уинстон» и «О, что за чудесная война».
Официально 26-этажный The Mandarin открылся для посетителей в октябре 1963 года. На тот момент это было самое высокое здание Гонконга, первый отель, в котором были прямые телефонные номера, и первый отель в Азии, в каждом номере которого была отдельная ванная комната. The Mandarin быстро приобрёл популярность среди бизнесменов и богатых туристов, а в 1967 году журнал Fortune включил его в число одиннадцати лучших отелей мира.
В 1974 году, с целью расширения своей деятельности на другие азиатские рынки, владельцы The Mandarin основали управляющую компанию Mandarin International Hotels. Первым приобретением компании стала доля в роскошном отеле The Oriental, расположенном в Бангкоке. В 1985 году управляющая компания сменила название на Mandarin Oriental Hotel Group.
1 апреля 2003 года из окна своего номера на 24-м этаже отеля Mandarin Oriental выбросился популярный гонконгский актёр, певец и кинопродюсер Лесли Чун. В предсмертной записке он сообщил, что страдал от тяжёлой депрессии, которая и вынудила его совершить самоубийство. В декабре 2005 года отель закрылся на полную реконструкцию стоимостью 140 млн долларов США. В сентябре 2006 года Mandarin Oriental вновь открыл свои двери. На торжественной церемонии открытия выступали австралийский комик Барри Хамфрис и британский певец Брайан Ферри.

## Структура
Mandarin Oriental имеет 501 номер, 10 ресторанов и баров, выставочный зал вместимостью до 600 человек, а также трёхэтажный Mandarin Spa — один из лучших спа-салонов Азии с крытым плавательным бассейном, фитнес-центром и парикмахерской. Среди номеров выделяются 67 роскошных люксов, которые славятся своими панорамными видами на бухту Виктория и окружающий городской пейзаж. После реконструкции 2006 года сохранили своё историческое оформление лишь The Captain’s Bar, The Clipper Lounge и The Chinnery. В лобби отеля нередко проводятся показы ведущих аукционных домов мира, в том числе Sotheby’s и Phillips.

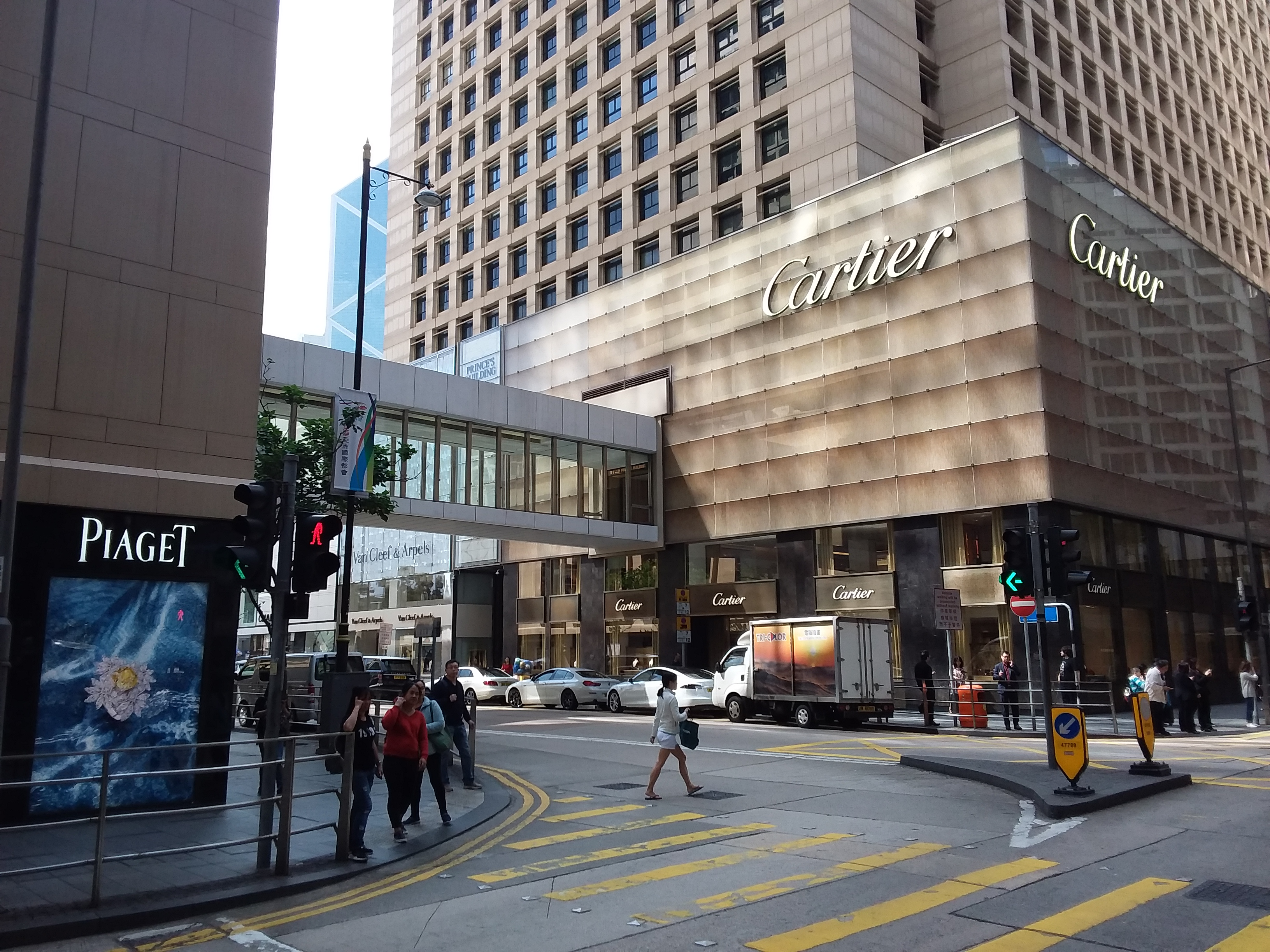
Пешеходный мост, соединяющий Mandarin Oriental и Prince’s Building

Mandarin Oriental славится своей изысканной кухней, здесь расположены три мишленовских ресторана: французский Pierre, принадлежащий шеф-повару Пьеру Ганьеру, кантонский Man Wah и европейский The Mandarin Grill + Bar. Также в отеле работают Café Causette (азиатская и международная кухня), The Chinnery (британская кухня), M Bar (коктейли и закуски), The Captain’s Bar, The Clipper Lounge, The Krug Room и пекарня The Mandarin Cake Shop.
В отеле Mandarin Oriental расположены часовые и ювелирные магазины Piaget, Harry Winston, Ronald Abram и K.S. Sze & Sons, а также сигарный магазин Cohiba. Через улицу Чатер-роуд Mandarin Oriental соединён пешеходным мостом с высотным зданием Prince’s Building, которое известно своим роскошным торговым центром Landmark Prince’s.
В непосредственной близости от Mandarin Oriental расположены известные здания International Finance Centre, Jardine House, Chater House, The Landmark, HSBC Building, Cheung Kong Center, Bank of China Tower и AIA Central.

## Галерея

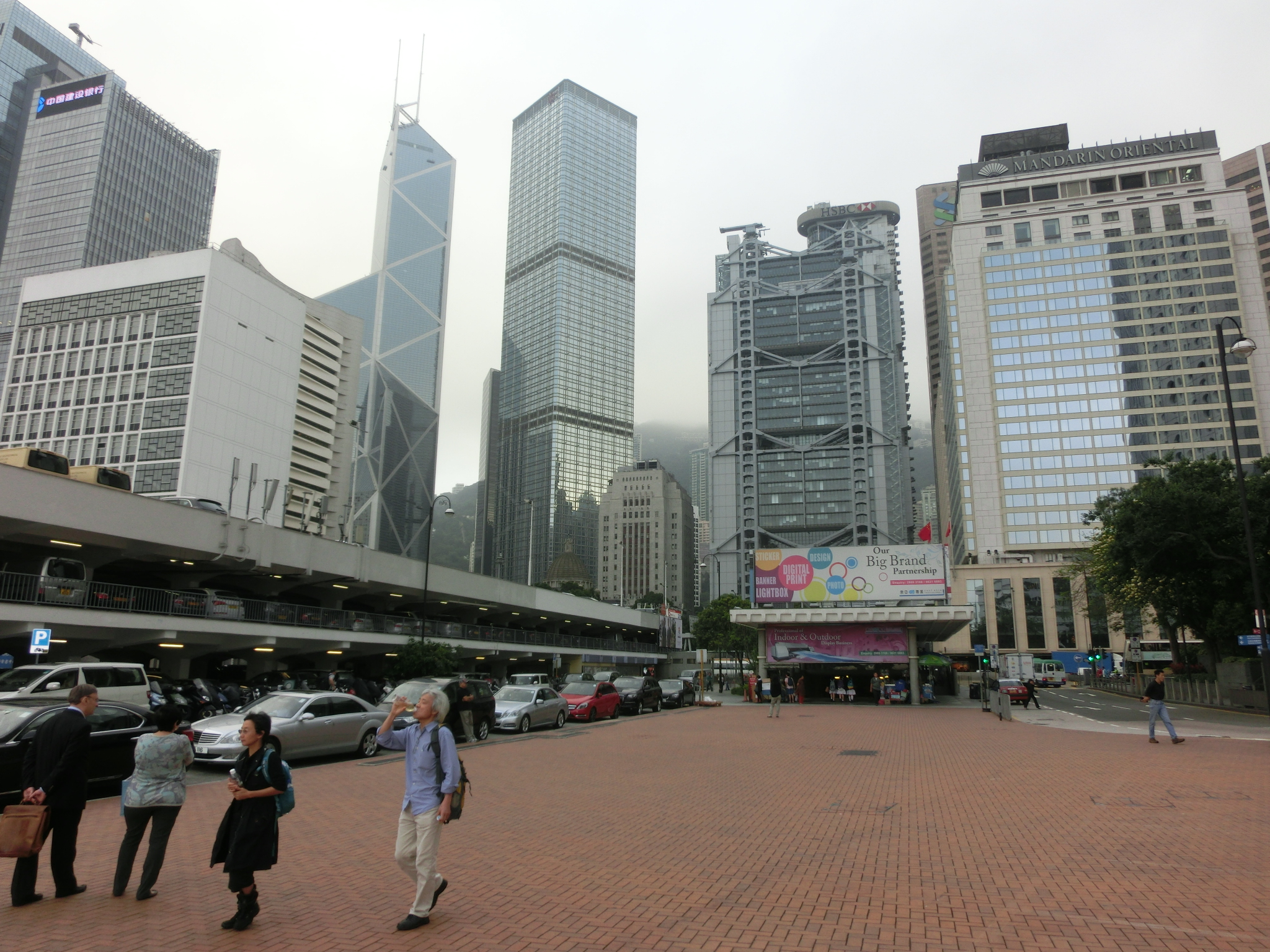
Площадь перед отелем
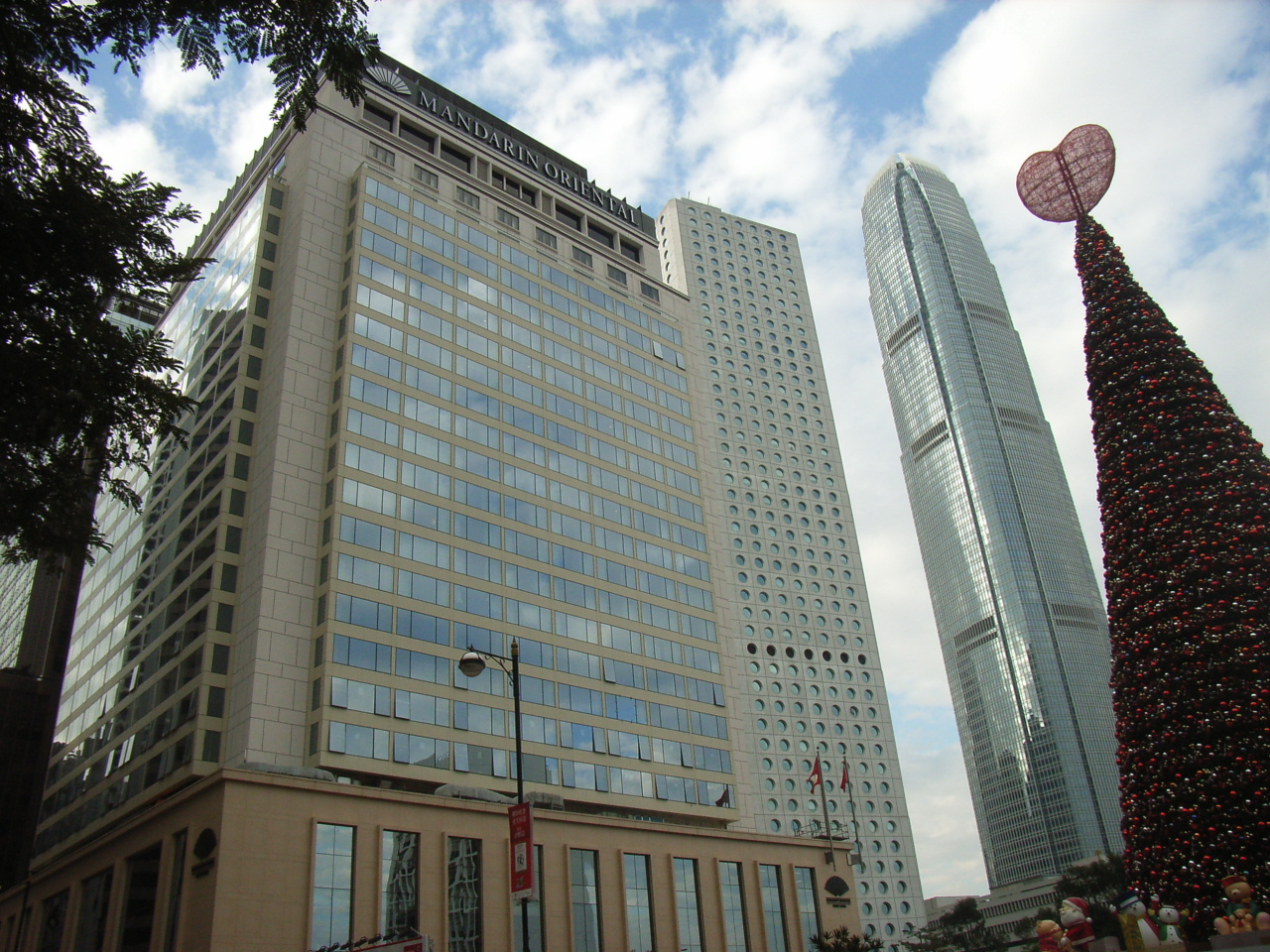
Рождественская ель
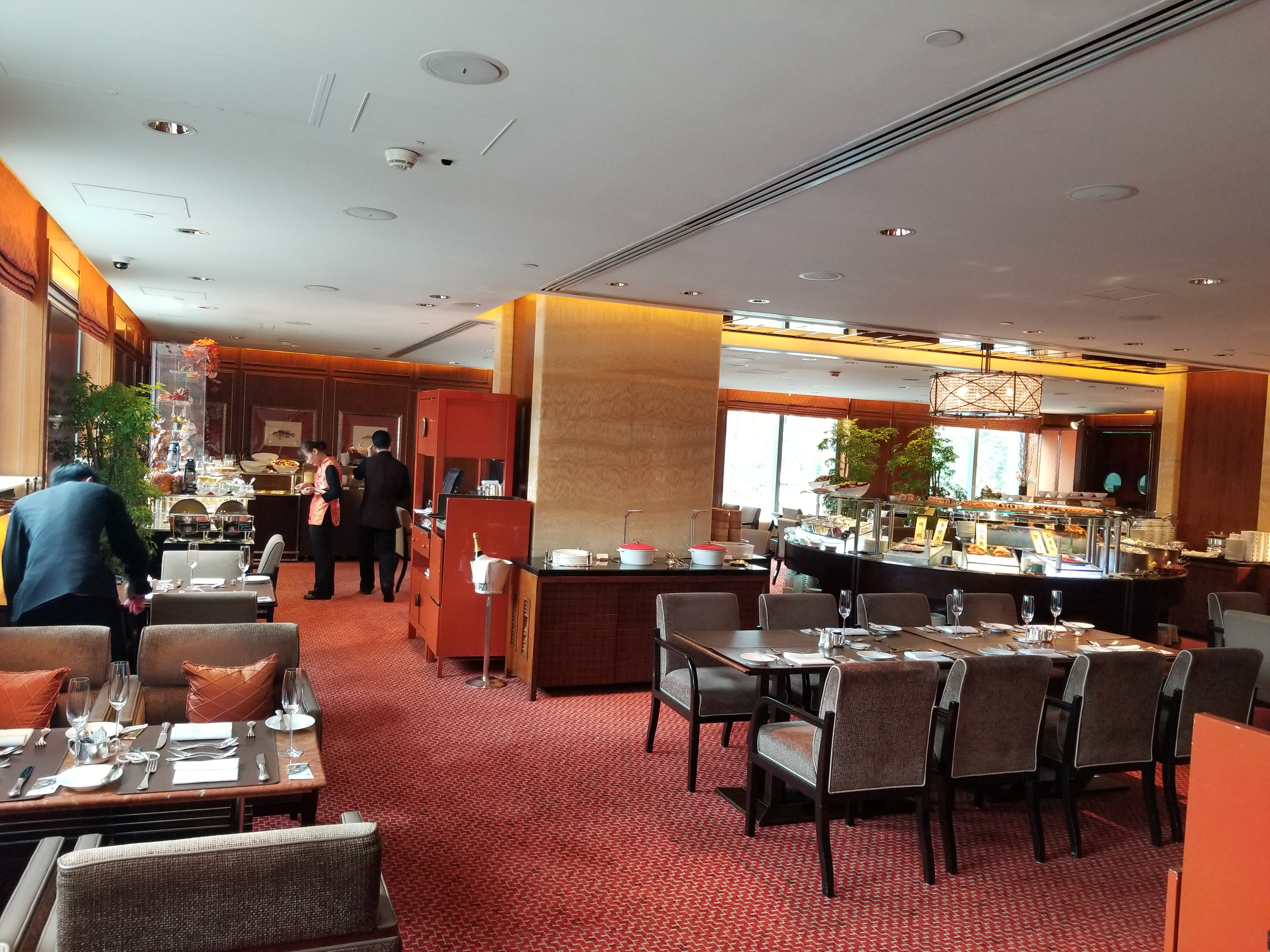
The Clipper Lounge
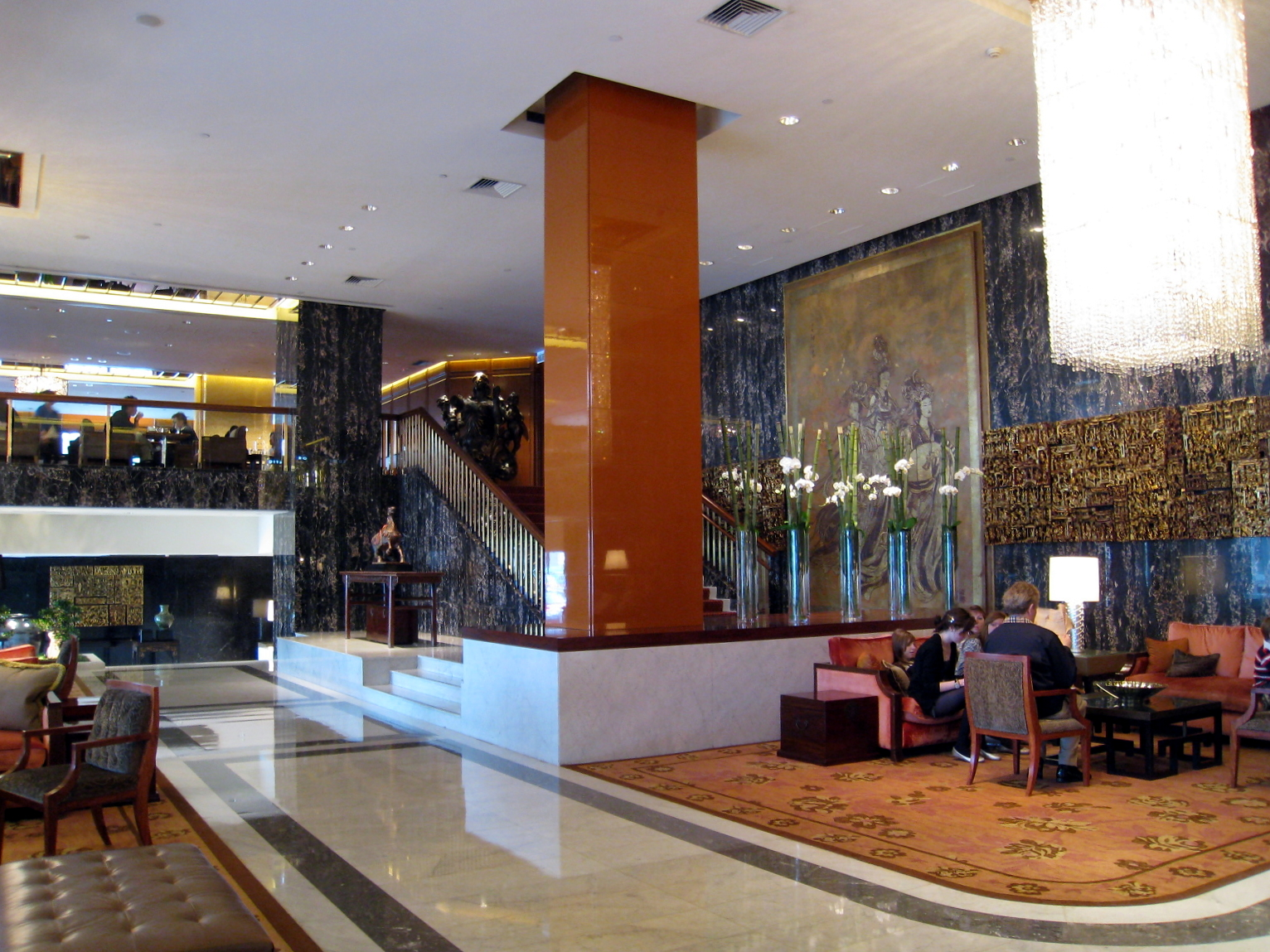
Лобби